# Katipunan
Katipunan (Bayan ng Katipunan) är en kommun i Filippinerna. Kommunen ligger på ön Mindanao, och tillhör provinsen Zamboanga del Norte. Folkmängden uppgår till 37 448 invånare.

## Barangayer
Katipunan är indelat i 30 barangayer.
| - Balok - Barangay Dos (Pob.) - Barangay Uno (Pob.) - Basagan - Biniray - Bulawan - Carupay - Daanglungsod - Dabiak - Dr. Jose Rizal (Lower Mias) - Fimagas - Loyuran - Malasay - Malugas - Matam | - Mias - Miatan - Nanginan - New Tambo - Patik - San Antonio (Looy) - San Vicente - Sanao - Santo Niño - Seres - Seroan - Singatong - Sinuyak - Sitog - Tuburan |